# زمان پاسخ نمایشگرهای ال‌سی‌دی
به‌طور کلی، در نمایشگرهای کریستال مایع به کمینه زمان لازم برای تغییر رنگ یا روشنایی یک پیکسل، زمان پاسخگویی گفته می‌شود.

## تعریف
طبق تعریف استاندارد ایزو، زمان پاسخ یک نمایشگر کریستال مایع، یعنی مدت زمانی که یک پیکسل از حالت سیاه به سفید تبدیل می‌شود و مجدداً به حالت اولیه بازمی‌گردد؛ مثلاً اگر یک نمایشگر در ۴ میلی‌ثانیه از سفید به سیاه تبدیل می‌شود و سپس مجدداً در عرض ۴ میلی‌ثانیه به رنگ سیاه بازمی‌گردد، زمان پاسخ نمایشگر برابر ۸ میلی‌ثانیه‌است. نمایشگرهای با زمان پاسخ بالاتر دنباله‌های را هنگام متحرک بودن تصاویر، مثلاً هنگام تماشای فیلم، به جا می‌گذارند که به آن شبح‌گون (ghosting) می‌گویند. این موضوع در حین کار با صفحات ثابت مانند صفحه گسترده‌ها مشکلی پدیدنمی‌آورد اما در مورد برنامه‌های ویدئویی به ویژه بازی‌های کامپیوتری مشکل ساز می‌شود. نمایشگرهای کریستال مایع کنونی می‌توانند زمان پاسخ‌هایی از ۲۵ تا ۲ میلی‌ثانیه داشته باشد.

## زمان پاسخ نمایشگرهای کریستال مایع و نرخ رفرش نمایشگرهای سی‌آرتی
زمان پاسخ برای نمایشگرهای کریستال مایع تقریباً معادل نرخ رفرش برای نمایشگرهای سی‌آرتی است. با وجود اینکه در نمایشگرهای کریستال مایع مفهوم نرخ رفرش وجود ندارد اما به هر حال چون بازی‌ها، سیستم‌عامل و کارت‌های گرافیکی بر اساس مفهوم نرخ رفرش (یعنی تولید فریم‌ها در بافر و فرستادن این فریم‌ها پشت هم و با کمی تأخیر به نمایشگر) طراحی می‌شود، در سیستم‌عاملهایی مانند ویندوز برای نمایشگرهای کریستال مایع نیز می‌توان نرخ رفرش را تعیین کرد.